# Кари, Майк
Майкл Алан Кари (англ. Michael Alan Carey, род. 4 июля 1958 года) — американский баскетбольный тренер. В настоящее время работает главным тренером женской баскетбольной команды Университета Центральной Флориды «УСФ Найтс». До этого долгие годы тренировал женскую команду Университета Западной Виргинии.
Кари учился в Салемском международном университете, где играл за местную баскетбольную команду. На первом году обучения он получил титул новичка года Западно-Виргинской межуниверситетской спортивной конференции.

## Тренерская карьера
В 2001 году Кари стал главным тренером женской баскетбольной команды университета Западной Виргинии «Уэст Виргиния Маунтэйнерс». До его прихода, в сезоне 2009/10, команда одержала всего 5 побед, но уже после одного сезона под его руководством смогла показать результат 14-14 и с тех пор всего лишь в одном сезоне завоёвывала побед меньше, чем терпела поражений (15-16 в сезоне 2005/06). 29 января 2008 года Западная Виргиния смогла одолеть четвёртый номер посева Ратгерский университет, что стало самой большой победой в истории университета.
В сезоне 2007/08 команда впервые в своей истории получила номер посева меньше 20, достигнув 11 места в двух главных опросах. В чемпионате «Маунтэйнерс» показали результат 25-8 и дошли до второго раунда турнира NCAA.
В сезоне 2009/10 Западная Виргиния впервые выиграла 29 матчей в регулярном чемпионате. Команда получила 7 номер посева по версии AP и дошла до полуфинала турнира Big East, уступив лишь команде Коннектикута. Несмотря на удачное выступление, Кари был разочарован, что его команде не удалось обыграть «Хаскис»: «За 10 лет мы обыгрывали все команды в конференции, кроме Коннектикута». За его успехи, Кари получил награду тренер года конференции Big East (разделил вместе с Джино Ориммо).
19 февраля 2011 года в игре против Питтсбурга Кари одержал свою 200-ю победу в составе Западной Виргинии. В сезоне «Маунтэйнерс» показали результат 24-10, но после его завершения пять игроков команды закончило обучение. В межсезонье «Маунтэйнерс» пополнились четырьмя новичками.
28 декабря Кари одержал свою 500-ю победу в качестве тренера.
12 февраля 2011 года команда Кари одержала самую большую победу в своей истории. В этот день «Маунтэйнерс» обыграли второй номер посева Нотр-Дам, которые до этого имели всего одно поражение в сезоне, со счётом 65:53.